# Harry Illak
Harry Illak (* 7. Juni 1961 in Tallinn) ist ein estnischer Dirigent.

## Leben und Musik
Harry Illak besuchte von 1973 bis 1978 die Tallinner Kindermusikschule (Tallinna Laste Muusikakool) und lernte Waldhorn. Von 1988 bis 1993 studierte er an der Pädagogischen Institut Tallinn Kulturwissenschaft und Dirigieren. Von 2001 bis 2004 studierte Illak an der Pädagogischen Universität Tallinn Informatik und Multimediasysteme.
Illak ist seit 1995 als Dirigent tätig. Er leitet vor allem Jugend- und Blasorchester. Von 1998 bis 2004 war er Prodekan der Kulturwissenschaftlichen Fakultät der Pädagogischen Universität Tallinn. Seit 2005 ist Harry Illak Studiendirektor der zur Universität Tartu gehörenden Viljandi Kulturakademie.